# زونا فاسیکولاتا
زونا فاسیکولاتا (انگلیسی: Zona fasciculata) قسمت میانه‌ای و عریض‌ترین لایه‌ی قشر غده فوق کلیوی است. این لایه، از خارج به داخل، بعد از زونا گلومرولوزا قرار می‌گیرد. سلول‌های این لایه «فاسی‌سِل» خوانده می‌شوند. 
زونا فاسیکولاتا به طور عمده گلوکوکورتیکوئیدها را می سازد، که در انسان به طور عمده شامل کورتیزول است. کورتیزول در متابولیسم قندها نقش دارد. تحریک تولید گلوکوکورتیکوییدها به وسیله‌ی هورمون آدرنوکورتیکوتروپین صورت می‌گیرد، که از هیپوفیز قدامی ترشح می‌شود. این تولید به طور ویژه در پاسخ جنگ یا گریز به استرس انجام می‌شود.